# 蔡皇后
蔡氏（？—？），济阳郡考城县（今河南省兰考县）人。南梁昭明太子萧统的太子妃，祖父蔡兴宗，父亲蔡撙。
天监七年（508年）四月，嫁给梁武帝的皇太子萧统。生子萧欢，萧统死后，蔡氏居住在金华宫，被称之为金华敬妃，以陸襄管理宮事。551年，萧欢之子萧栋被侯景拥立为傀儡皇帝，追尊祖母为敬皇后。萧统的庶子蕭詧当皇帝，追谥嫡母蔡氏为昭德皇后。